# Гермонакс

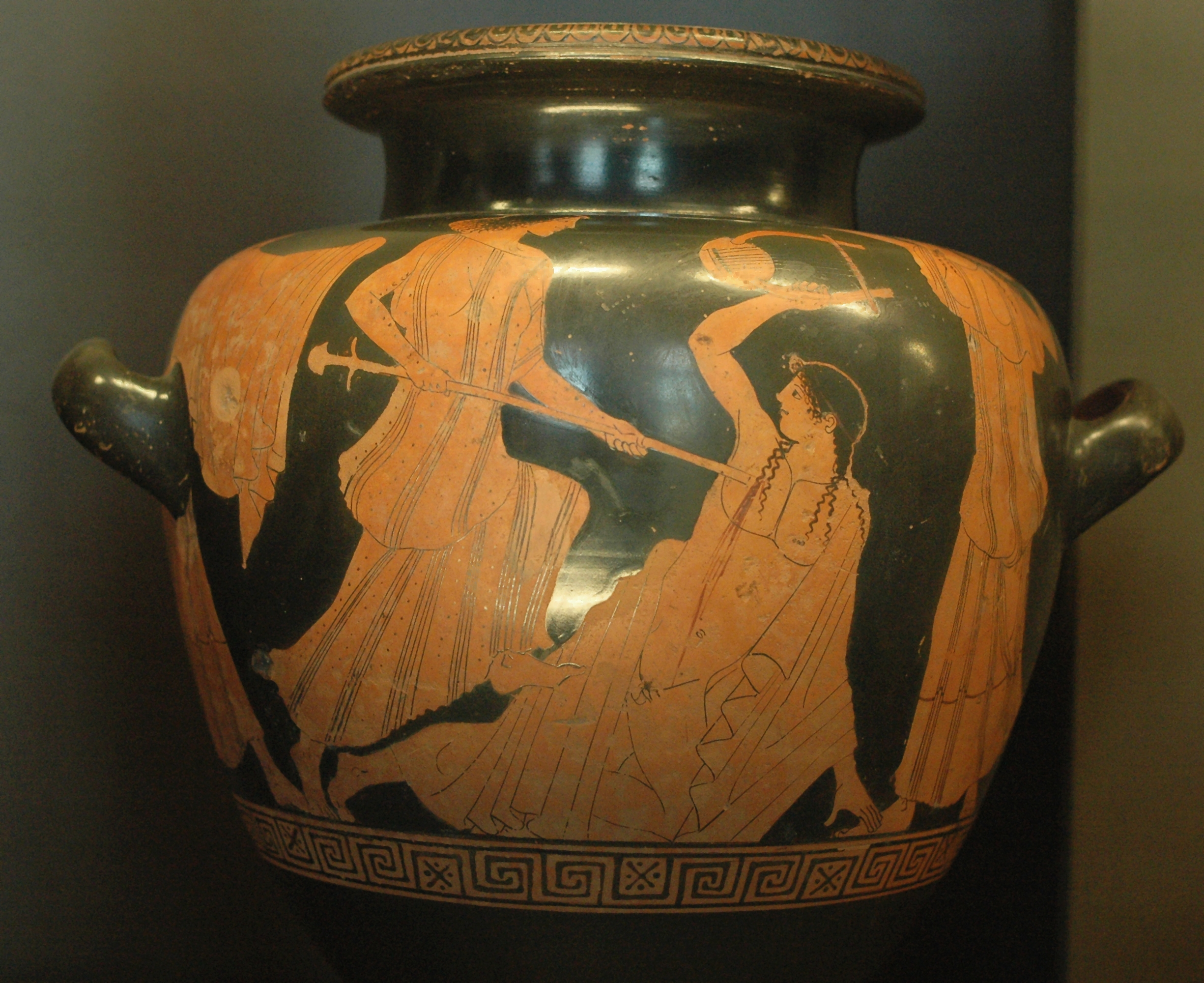
Загибель Орфея, стамнос G 416, Лувр

Гермонакс — давньогрецький вазописець, працював в Афінах близько 470–440 років до н. е. у техніці червонофігурного вазопису.
Вважається, що Гермонакс міг бути учнем Берлінського вазописця, проте вплив останнього відчувається виключно на ранніх роботах художника. Відомо щонайменше 10 підписаних ним робіт, хоча архів Джона Бізлі містить опис близько 200 ваз авторства Гермонакса, серед яких найчастіше зустрічаються стамноси, пеліки, лекіфи, гідрії. Проте виконував він і розпис ваз малих форм, зокрема, шийних амфор, лутрофорів. Роботи Гермонакса археологи знаходять по свій території Великої Греції — від сучасного Марселя до Північного Причорномор'я.